# 松本宣郎
松本 宣郎（まつもと のりお、1944年4月30日 - ）は、日本の歴史学者。専門はキリスト教史。学位は、博士（文学）（東京大学・1995年）（学位論文「キリスト教徒大迫害の研究」）。東北大学名誉教授、東北学院大学名誉教授。岡山県岡山市出身。

## 略歴
- 1970年 - 東京大学文学部西洋史学科卒業
- 1973年 - 東京大学大学院人文科学研究科西洋史学専攻修士課程修了
- 東京大学大学院人文科学研究科西洋史学専攻博士課程単位取得満期退学
- 東京大学文学部西洋史学科助手
- 1978年 - 東北大学文学部講師
- 1981年 - 東北大学文学部助教授
- 1990年 - 東北大学文学部教授
- 2000年 - 東北大学大学院文学研究科歴史科学専攻教授
- 2001年4月～2003年3月 - 東北大学大学院文学研究科長兼文学部長
- 2008年
  - 3月 - 東北大学大学院文学研究科歴史科学専攻教授を定年退職
  - 4月 - 東北大学名誉教授
- 2009年 - 学校法人宮城学院学院長[1]。
- 2010年 - 学校法人宮城学院理事長[2]兼務
- 2012年
  - 4月 - 宮城学院中学校・高等学校校長をさらに併任
  - 12月 - 学校法人宮城学院理事長を退任
- この間、1995年4月～1997年3月と1999年4月～2003年3月、東北大学評議員を務める。
- 2013年4月1日付で、東北学院大学学長に転出（東北学院大学の教員経験者並びに学校法人東北学院が経営する各学校の出身者のいずれでもないケースとしては初）。2014年4月1日付で、学校法人東北学院理事長を併任。
- 2019年3月に東北学院大学学長を、2020年3月に学校法人東北学院理事長をそれぞれ退任し、2020年4月、東北学院大学名誉教授。

## 親族
父は日本思想史研究者の松本純郎（専門は山鹿素行・水戸学）。

## 著書
- 『キリスト教徒大迫害の研究』（南窓社、キリスト教歴史双書)　1991
- 『ガリラヤからローマへ 地中海世界をかえたキリスト教徒』（山川出版社） 1994、のち講談社学術文庫 2017
- 『キリスト教徒が生きたローマ帝国』（日本キリスト教団出版局） 2006

### 共編著
- 『歴史における宗教と国家 ローマ世界からヨーロッパ世界へ』（佐藤伊久男共編、南窓社） 1990
- 『地域からの世界史 第10巻 地中海』（牟田口義郎共著、朝日新聞社） 1992
- 『支配における正義と不正 ギリシアとローマの場合』（平田隆一共編、南窓社） 1994
- 『地域の世界史 5) 移動の地域史』（山田勝芳共編、山川出版社） 1998
- 『地域の世界史 7) 信仰の地域史』（山田勝芳共編、山川出版社） 1998
- 『ヨーロッパの成立と発展 文献解説』（前沢伸行, 河原温共編、南窓社） 2007
- 『宗教の世界史 8) キリスト教の歴史 1 初期キリスト教～宗教改革』（編、山川出版社） 2009
- 『宗教の世界史 9) キリスト教の歴史 2 宗教改革以降』（高柳俊一共編、山川出版社） 2009

## 翻訳
- 『イギリス その人々の歴史』1（R・J・クーツ, L・E・スネルグローヴ、 今井宏共訳、帝国書院、全訳世界の歴史教科書シリーズ1） 1981
- 『古代ギリシア・ローマの飢饉と食糧供給』（ピーター・ガーンジィ、阪本浩共訳、白水社） 1998

## 退任記念論集
- 「ヨーロッパ古代史論集」（東北大学大学院文学研究科ヨーロッパ史研究室） 2008

## 脚釈
1. ↑  前任者は金沢大学名誉教授の深谷松男。
2. ↑  前任者は、東北学院大学元副学長で、同大文学部元教授の出村彰。松本は、東北学院大学学長就任が内定した後、理事長職は2012年12月に退任している。